# Allar Jõks
Allar Jõks (* 18. März 1965 in Tartu) ist ein estnischer Jurist. Er war von 2001 bis 2008 Rechtskanzler (Ombudsmann) der Republik Estland.

## Frühe Jahre
Allar Jõks besuchte bis 1983 die Mittelschule in Kullamaa. Sein Studium der Rechtswissenschaft schloss er 1991 an der Universität Tartu ab.
Von 1991 bis 1995 war Jõks Richter am Landgericht des west-estnischen Kreises Lääne. Anschließend war er bis 2001 als Richter in Tallinn tätig sowie gleichzeitig Vorsitzender des Estnischen Richterverbands (Eesti Kohtunike Ühing).

## Rechtskanzler
2001 wurde Jõks auf Vorschlag von Staatspräsident Lennart Meri vom estnischen Parlament (Riigikogu) in geheimer Wahl zum Rechtskanzler (Õiguskantsler) der Republik Estland gewählt. Das Amt entspricht dem eines Ombudsmanns. Die estnische Verfassung garantiert dem Ombudsmann eine staatsrechtlich starke Stellung und große Unabhängigkeit. Ende 2007 schlug Staatspräsident Toomas Hendrik Ilves den im Volk populären Jõks für eine Wiederwahl vor; diese scheiterte aber im Parlament.
Seit 2009 ist Allar Jõks für die Wirtschafts-Kanzlei Sorainen als Anwalt tätig.